# Sony Pictures Imageworks
Sony Pictures Imageworks is een Amerikaans computeranimatiebedrijf dat gespecialiseerd is in digitale visuele effecten en computergegenereerde objecten, dat werd in 1993 opgericht. Individuele medewerkers van het bedrijf zijn onderscheiden voor hun werk aan Spider-Man 2 en de korte animatiefilm The ChubbChubbs!. Enkele teams in het bedrijf zijn eveneens onderscheiden voor de kwaliteit van de visuele effecten met Oscar-nominaties, namelijk voor de films Spider-Man, Hollow Man, Stuart Little en Starship Troopers. In 2006 produceerde het bedrijf de effecten voor Superman Returns. In datzelfde jaar maakte het bedrijf ook zijn eerste volledig geanimeerde film, Open Season (Baas in eigen Bos).
Sony Pictures Imageworks is een onderdeel van Sony Pictures Digital.

## Filmografie
Sony Pictures Imageworks produceerde zelfstandig of in samenwerking de visuele effecten van onder andere deze films:
- De Smurfen (2011)
- Beowulf (2007)
- Surf's Up (2007)
- Spider-Man 3 (2007)
- Ghost Rider (2007)
- Open Season (2006)
- Click (2006)
- Superman Returns (2006)
- Monster House (2006)
- The Chronicles of Narnia: The Lion, the Witch and the Wardrobe (2005)
- Bewitched (2005)
- The Aviator (2004)
- The Polar Express (2004)
- The Forgotten (2004)
- Spider-Man 2 (2004)
- 50 First Dates (2004)
- Big Fish (2004)
- The Matrix Revolutions (2003)
- Bad Boys II (2003)
- Charlie's Angels: Full Throttle (2003)
- The Matrix Reloaded (2003)
- Anger Management (2003)
- The Lord of the Rings: The Two Towers (2002)
- I Spy (2002)
- The Tuxedo (2002)
- Stuart Little 2 (2002)
- Men in Black II (2002)
- Spider-Man (2002)
- Harry Potter and the Sorcerer's Stone (2001)
- Cast Away (2000)
- Charlie's Angels (2000)
- Hollow Man (2000)
- What Lies Beneath (2000)
- Stuart Little (1999)
- Starship Troopers (1997)
- The Cable Guy (1996)
- Die Hard: With a Vengeance (1995)
- Speed (1994)
- Last Action Hero (1993)